# 寒巌義尹

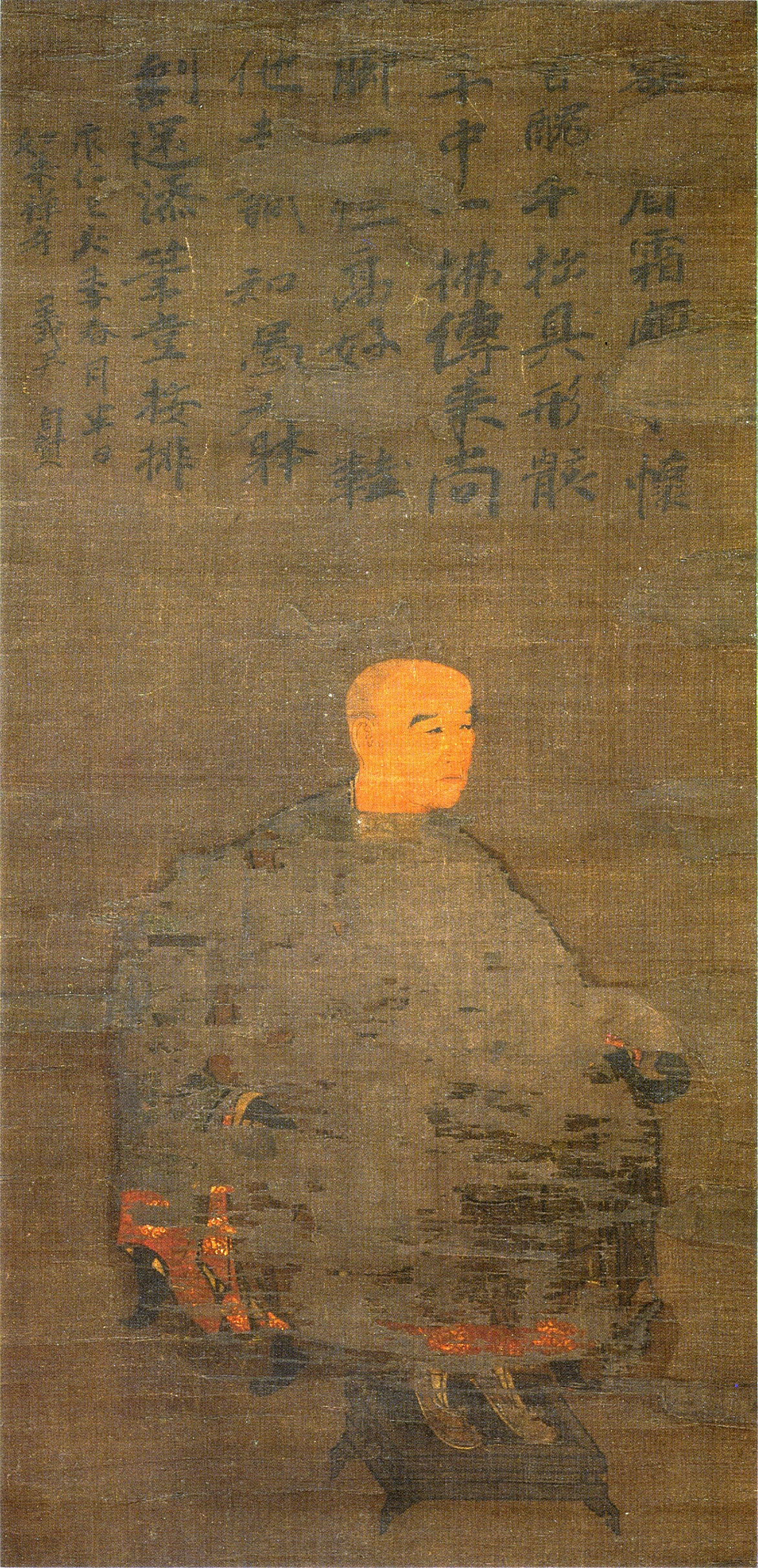
寒巌義尹自賛像（大慈寺蔵）

寒巌義尹（かんがん ぎいん、建保5年（1217年）- 正安2年8月21日（1300年10月4日））は、鎌倉時代中期の曹洞宗の禅僧。寒巌派（法皇派）の派祖。父は後鳥羽天皇（『扶桑禅林僧宝伝』）とも順徳天皇（『本朝高僧伝』）とも言われ、法皇長老と呼ばれた。

## 略歴
寛喜3年（1231年）に出家。初め比叡山で天台教学を学んだが、仁治2年（1241年）には深草興聖寺の道元の許に参禅し、道元の越前移転にも随行した。建長5年（1253年）、中国の南宋に渡り、道元没後の翌建長6年（1254年）には日本へ帰国。道元の弟子で永平寺2世孤雲懐奘に師事したが、正元2年（1260年）頃、肥後国宇土郡古保里庄の住人、古保里越前守の娘素妙尼の要請により如来寺（現在の宇土市花園町）を建立した。文永元年（1264年）、道元の語録を携えて再び宋に渡り、無外義遠や退耕徳寧、虚堂智愚らを歴参。文永4年（1268年）、帰国すると博多の聖福寺に3年程留まったが、やがて肥後に拠点を移し、建治2年（1276年）には同国益城郡に極楽寺を開創した。
勧進聖的性格も強く、同年5月、当時九州第一の難所とされていた緑川の大渡に架橋計画を立てた（「大渡橋幹縁疏」）。この計画は、当時の肥後国河尻庄地頭河尻泰明や、泰明を介した北条氏の援助を得て、2年にわたる工事の末、弘安元年（1278年）7月に竣工し、盛大な供養が執り行われた（「大渡橋供養記」）。以後、義尹は泰明との交流を深め、弘安6年（1283年）には寄進された同庄大渡（現在の熊本市南区野田）に大慈寺を開創。同寺は正応元年（1288年）に後宇多上皇の祈願所となり、曹洞宗の九州本山として栄えた。
正安2年（1300年）、義尹は如来寺へ隠遁し、84歳で入寂した。如来寺境内に義尹の墓所と伝える石塔があり、宇土市指定文化財になっている。

## 関係論文
- CiNii>義尹